# Le Principe de l'incertitude
Ne doit pas être confondu avec Principe d'incertitude.
Pour plus de détails, voir Fiche technique et Distribution.
Le Principe de l'incertitude (titre portugais : O Princípio da incerteza) est un film franco-portugais réalisé par Manoel de Oliveira, sorti en 2002.
Il s'agit d'une adaptation du roman du même nom écrit par Agustina Bessa-Luís, publié en 2001. Le film a été présenté en compétition officielle lors du Festival de Cannes 2002.

## Synopsis
José et Antonio ont toujours vécu comme des frères et partagé chacune de leurs expériences. Une fois qu’ils sont devenus adultes, Antonio épouse Camilla la femme qu’aime son frère, et il a pour maitresse la partenaire de ce dernier, Vanessa, une femme avide et dangereuse, propriétaire d’une maison close. À travers les vicissitudes des deux protagonistes, ce que le réalisateur portugais met en scène ce sont les tensions entre la haute société, à laquelle appartient Antonio, et le prolétariat urbain, dont est issu son ami.

## Fiche technique
- Titre portugais : O Princípio da incerteza
- Titre français : Le Principe de l'incertitude
- Réalisation : Manoel de Oliveira
- Scénario : Manoel de Oliveira d'après Agustina Bessa-Luís
- Pays d'origine :  Portugal,  France
- Format : couleurs - 1,66:1 - Dolby Digital - 35 mm
- Genre : drame
- Durée : 133 minutes
- Dates de sortie : 
  - France : 17 mai 2002 (Festival de Cannes) / 11 septembre 2002 (Sortie nationale)
  - Italie : 30 août 2002
  - États-Unis : 4 octobre 2002 (Festival international du film de Chicago)
  - Grèce : 11 novembre 2002 (Festival international du film de Thessalonique)

## Distribution
- Leonor Baldaque : Camila
- Leonor Silveira : Vanessa
- Isabel Ruth : Celsa
- Ricardo Trêpa : Jose Feliciano
- Ivo Canelas : Antonio Clara
- Luís Miguel Cintra : Daniel Roper
- José Manuel Mendes : Torcato Roper
- Carmen Santos : Joana
- Cecília Guimarães : Rute
- Júlia Buisel : tante Tofi
- Ângela Marques : Adoração
- Diogo Dória : policier
- Antonio Fonseca : policier
- Duarte de Almeida : M. Ferreira
- P. João Marques : prêtre